# Chiropsalmidae
Chiropsalmidae es una familia de cubomedusas venenosas dentro del orden Chirodropida.

## Géneros
- Chiropsalmus
  - Chiropsalmus alipes Gershwin, 2006
  - Chiropsalmus quadrumanus (F. Muller, 1859)
  - Chiropsalmus quadrigatus (Haeckel, 1880)

- Chiropsella
  - Chiropsella bart Gershwin & Alderslade, 2007
  - Chiropsella bronzie Gershwin, 2006
  - Chiropsella rudloei Bentlage, 2013

- Chiropsoides
  - Chiropsoides buitendijki (van der Horst, 1907)